# Hydrocotyle
- Commons
- Wikispecies

Hydrocotyle L. é um gênero botânico da família Araliaceae. As várias espécies do gênero recebem o nome popular cairuçu (do tupi kairu-su, "grande queimada").

## Espécies
O gênero Hydrocotyle possui 99 espécies reconhecidas atualmente.
- Hydrocotyle aconitifolia A.Rich.
- Hydrocotyle acuminata Urb.
- Hydrocotyle acutifolia Ruiz & Pav.
- Hydrocotyle alchemilloides A. Rich.
- Hydrocotyle americana L.
- Hydrocotyle andina Cuatrec.
- Hydrocotyle apolobambensis M.Mend. & A. Fuentes
- Hydrocotyle aristeguietae Mathias & Constance
- Hydrocotyle batrachium Hance
- Hydrocotyle benguetensis Elmer
- Hydrocotyle boliviana (Kuntze) Mathias
- Hydrocotyle bonariensis Comm. ex Lam.
- Hydrocotyle bonplandii A.Rich.
- Hydrocotyle bowlesioides Mathias & Constance
- Hydrocotyle brittonii Mathias
- Hydrocotyle burmanica Kurz
- Hydrocotyle calcicola Y.H. Li
- Hydrocotyle callicephala Urb.
- Hydrocotyle chamaemorus Cham. & Schltdl.
- Hydrocotyle confusa H.Wolff
- Hydrocotyle cryptocarpa Speg.
- Hydrocotyle dahlgrenii Rose & J.F. Macbr.
- Hydrocotyle dichondroides Makino
- Hydrocotyle dielsiana H. Wolff
- Hydrocotyle domingensis Mathias & Constance
- Hydrocotyle elongata A.Cunn. ex Hook.f.
- Hydrocotyle exigua Malme
- Hydrocotyle filipes Mathias
- Hydrocotyle galapagensis B.L. Rob.
- Hydrocotyle globiflora Ruiz & Pav.
- Hydrocotyle gracilis Ruiz & Pav.
- Hydrocotyle grossulariifolia Rusby
- Hydrocotyle grossularioides A. Rich.
- Hydrocotyle gunnerifolia Wedd.
- Hydrocotyle hazenii Rose
- Hydrocotyle hederacea Mathias
- Hydrocotyle heteromeria A.Rich.
- Hydrocotyle heucheraefolia Mathias
- Hydrocotyle hexagona Mathias
- Hydrocotyle himalaica P.K. Mukh.
- Hydrocotyle hirsuta Sw.
- Hydrocotyle hirta R. Br. ex A. Rich.
- Hydrocotyle hitchcockii Rose ex Mathias
- Hydrocotyle hookeri (C.B. Clarke) W. G. Craib
- Hydrocotyle humboldtii A. Rich.
- Hydrocotyle hydrophila Petrie
- Hydrocotyle incrassata Ruiz & Pav.
- Hydrocotyle indecora DC.
- Hydrocotyle javanica Thunb.
- Hydrocotyle langsdorffii DC.
- Hydrocotyle lehmannii Mathias
- Hydrocotyle leucocephala Cham. & Schltdl.
- Hydrocotyle longipes Mathias & Killip
- Hydrocotyle mannii Hook.f.
- Hydrocotyle mexicana Schltdl. & Cham.
- Hydrocotyle microphylla A.Cunn.
- Hydrocotyle minutifolia Rose
- Hydrocotyle modesta Cham. & Schltdl.
- Hydrocotyle moschata G.Forst.
- Hydrocotyle multifida A.Rich.
- Hydrocotyle nixoides Mathias & Constance
- Hydrocotyle novae-zelandiae DC.
- Hydrocotyle palmata Mathias
- Hydrocotyle pennellii Rose ex Mathias
- Hydrocotyle peruviana H. Wolff
- Hydrocotyle petelotii Tardieu
- Hydrocotyle poeppigii DC.
- Hydrocotyle pseudoconferta Masam.
- Hydrocotyle pseudosanicula H.Boissieu
- Hydrocotyle pterocarpa F.Muell.
- Hydrocotyle pusilla R.Br. ex Rich.
- Hydrocotyle quinqueloba Ruiz & Pav.
- Hydrocotyle ramiflora Maxim.
- Hydrocotyle ranunculoides L.f.
- Hydrocotyle ribifolia Rose & Standl.
- Hydrocotyle rotundifolia Roxb.
- Hydrocotyle sagasteguii Constance & M.O. Dillon
- Hydrocotyle salwinica Shan & S.L. Liou
- Hydrocotyle setulosa Hayata
- Hydrocotyle siamica Craib
- Hydrocotyle sibthorpioides Lam.
- Hydrocotyle sphenoloba Wedd.
- Hydrocotyle steyermarkii Mathias & Constance
- Hydrocotyle sulcata C.J.Webb & P.N.Johnson
- Hydrocotyle tambalomaensis H. Wolff
- Hydrocotyle tenerrima Rose ex Mathias
- Hydrocotyle tonkinensis Tardieu
- Hydrocotyle torresiana Rose & Standl.
- Hydrocotyle tripartita R.Br. ex A.Rich.
- Hydrocotyle umbellata L.
- Hydrocotyle urbaniana H. Wolff
- Hydrocotyle venezuelensis Rose ex Mathias
- Hydrocotyle verticillata Thunb.
- Hydrocotyle vestita Mathias & Killip
- Hydrocotyle volckmannii Phil.
- Hydrocotyle vulgaris L.
- Hydrocotyle wilfordii Maxim.
- Hydrocotyle wilsonii Diels ex Shan & S.L. Liou
- Hydrocotyle yanghuangensis (Hieron.) Mathias

## Classificação do gênero
| Sistema | Classificação                    | Referência               |
| ------- | -------------------------------- | ------------------------ |
| Linné   | Classe Pentandria, ordem Digynia | Species plantarum (1753) |